# كريستيانو دومينيكو
كريستيانو دومينيكو (بالإيطالية: Domenico Cristiano)‏ (29 مارس 1976 برافينا في إيطاليا - ) هو لاعب كرة قدم إيطالي في مركز الوسط. لعب مع نادي أسكولي ونادي برو باتاريا ونادي ريميني ونادي ساليرنيتانا ونادي فينيزيا ونادي لاتسيو ونادي مونزا ونادي نابولي وFermana FC ‏ وACD Castel di Sangro Cep 1953 ‏ وفيتربيسي 1908.

## وصلات خارجية
- كريستيانو دومينيكو على موقع إي إس بي إن إف سي (الإنجليزية)
- كريستيانو دومينيكو على موقع قاعدة بيانات كرة القدم.إي يو (الإنجليزية)
- كريستيانو دومينيكو على موقع عالم كرة القدم.نت (الإنجليزية)